# ロシアの経済
ロシアの経済（ろしあのけいざい、ロシア語: Экономика России）は、国内総生産（GDP）で世界第10位、購買力平価換算では世界第6位の規模を有する。ロシア連邦は豊富な石油、天然ガス、石炭、貴金属資源を有し、世界有数の穀物生産・輸出国でもある。
1991年のソビエト連邦の崩壊後、ロシアの経済はソ連時代の社会主義に基づく中央計画経済から、より市場機能を重視した経済への移行という大きな変化を経験した。1990年代にはエネルギー部門及び軍事関連部門以外の多くの国営企業が民営化されたが、2010年代後半にあってもGDPの約6割を国営企業が、融資の約7割を国営銀行が担う。
この急激な民営化移行の過程において「株式担保融資」政策により国営企業株の多くが政界と密接な関わりをもつ寡頭資本家・新興財閥（オリガルヒ）の手に渡るなどして国営企業の寡占化が進んだ。なおロシアにおける財産権の保護は未だ不十分であり、民間部門は依然政府の強い影響下にある。輸出の6割以上を原油や天然ガスなどの鉱物資源に頼っており、典型的なモノカルチャー経済であるため、資源の値段が世界的に高騰する時は好景気、下落すると困窮するという図式となっている。

## 経済史

### 年表
ロシアの経済・エネルギー関連年表
- 1992年 6月　国際通貨基金（IMF）に加盟。
- 1994年 6月　「サハリン2」の生産物分与協定（PSA）に署名。
- 1998年 8月　金融危機。
- 1999年12月　大統領代行に任命される直前のプーチンが政策プログラムを発表。
- 2001年 1月　租税改革により、法人税と所得税を引き下げ。
- 2003年 6月　イギリスとの間でTNK-BPの設立に合意。
- 2003年10月　ユコスのホドルコフスキー社長が逮捕。
- 2004年12月　ユコスの最有力子会社が競売にかけられる。最終的にはロスネフチが獲得。
- 2005年 1月　対IMF債務を完済。
- 2005年 7月　「サハリン2」の総工費が当初予定から倍増（200億ドル）することが判明。
- 2006年12月　ガスプロムが正式に「サハリン2」に参入することが決定。
- 2007年 7月　シュトクマン・ガス田（en）開発のパートナー企業を発表。
- 2008年 2月　退任直前のプーチンが「2020年までの発展戦略」を発表。
- 2008年 5月　外資規制法と改正地下資源法が施行。
- 2008年 7月　原油価格が1バレル139.5ドルの最高値を記録。
- 2008年 9月　リーマン・ショックから世界金融危機へ。
- 2009年 9月　メドヴェージェフの論文「進め、ロシア！」が公表。経済の多元化の必要性を訴える。
- 2012年 8月　世界貿易機関（WTO）に加盟。

### ソ連崩壊と財政危機

G20各国の人口10万人あたり標準化自殺率。ソ連崩壊・経済危機において急増した。

ソ連末期のロシア経済には「マクロ経済の安定化」と「経済システムの再構築（中央計画経済から市場主義経済システムへの移行）」という二つの課題があった。マクロ安定化のためには、物価と為替相場を安定させ経済成長を促す財政政策や通貨政策を実行する必要があり、経済システム再構築のためには、効率的な経済活動に欠かせない銀行や私有財産制度、商法などを整備する必要があった。国内の市場を海外取引や海外投資に開放してロシア経済と世界経済をつなげることで二つの課題達成が促進されるはずであったが、ゴルバチョフ政権はこの取り組みに失敗した。ソビエト連邦の崩壊後、エリツィン政権もマクロ安定化と経済再構築の問題に取り組み始めたが1996年半ばロシア経済は混乱に陥った。
1991年のソ連崩壊後、ロシアは市場経済を発展させ着実な経済成長を実現しようと試みていた。1991年10月、エリツィン大統領は、アメリカとIMFの勧めに従い、「ショック療法（英語版記事）」によって市場重視の抜本的な経済改革を行うと宣言した が、この政策は結果的にロシア経済を破綻させ、貧困層が数百万人規模に拡大し、官僚の汚職や犯罪件数が増加するといった事態を招いた。また、ソ連時代の価格統制を撤廃したことによりハイパーインフレーションが起こり、その後1998年にはロシア財政危機が発生した。このとき、ソ連解体当時のソ連の人口の半分程に過ぎないロシア連邦が、ソ連の法的人格を相続して外貨負債を肩代わりしていたことも財政上負担となっていた。1995年財政赤字の補填のために政府が行った「株式担保融資」により多くの国営企業が株式を担保にオリガルヒ系銀行から融資を受け、結果国営企業の発行した株式はオリガルヒ、ノーメンクラトゥーラのメンバーもしくは犯罪組織のボスの手に渡った。例えばソ連時代の工場長は、工場が民営化されるとそのまま企業のオーナーとなることがよくあった。また当時暴力的犯罪組織が暗殺や恐喝などの手法で邪魔者を排除し国営企業を乗っ取ることもあり、政府役人の汚職も日常茶飯事となっていた。さらに企業・政府内で要職につく個人を裕福にするために常軌を逸した財政操作が行われた。こうした人々は莫大な資産を現金で所有したり、海外の口座に資本逃避させるなどしていた。いわゆる「企業乗っ取り屋（英語版記事）」と呼ばれたアンドレイ・ヴォルギン(Andrei Volgin)は、90年代半ばまでこうした腐敗した企業に対する買収を行っていたとされている。1996年の大統領選挙で新興財閥の支持を受けたエリツィン大統領は、大企業民営化の際株式を内部関係者に不当な低価格 で引き渡したとされている。こうした悪名高いオリガルヒ達は、ロシアの一般市民からは「泥棒」とみなされながらも、莫大な富を背景に政治に大きな影響力を及ぼした。

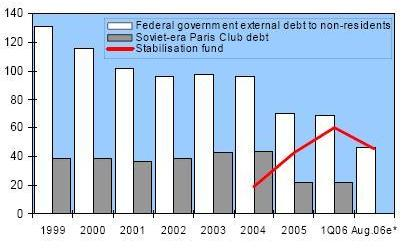
ロシア国庫借入金推移（1999年-2006年）

こうした政治・経済状況下、ソ連型計画経済から自由市場経済への移行は困難を極める中、国家の歳入増を狙った急進的な財政改革と財政赤字補填策が一因となり1998年8月ロシア金融危機が発生した。当時ロシアの主要輸出（外貨獲得）品目である石油・鉱物資源の価格が低迷し、1997年のアジア通貨危機で投資家が新興市場への不信感を抱いていたことも問題を悪化させた。結果、ルーブルの急速な下落、海外投資家の資本逃避、公的債務返済の遅滞、銀行システムを介した商業活動の機能停止状態、インフレ制御不能の恐れといった危機的事態を招いた。

### 経済回復

#### 第1次プーチン政権期（2000年-2008年）

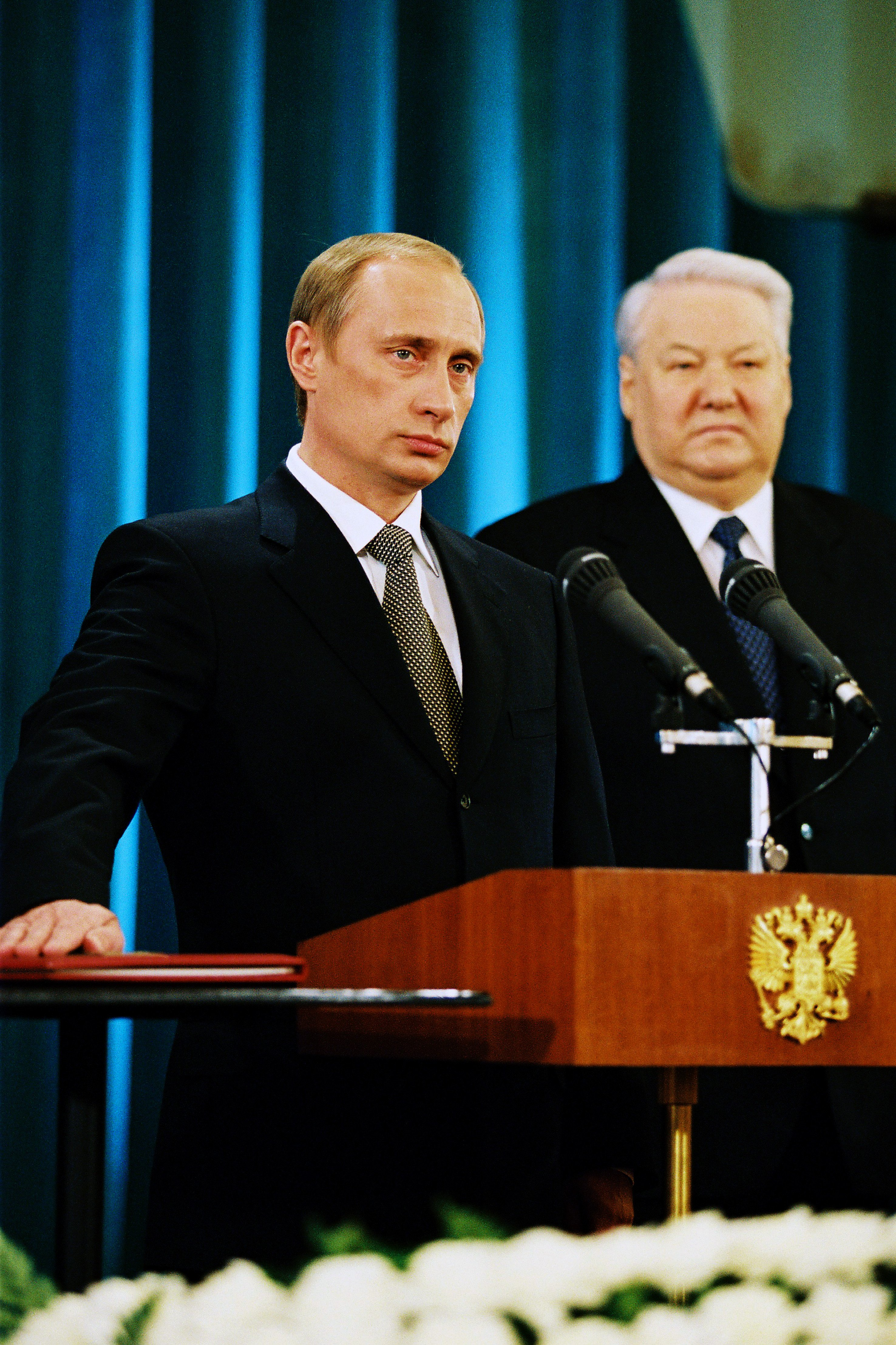
プーチン大統領
（2000年大統領就任式）

2000年から2008年までのプーチン政権期では、世界的な石油価格の高騰による石油ガスの輸出収入の増加を背景に、ロシア経済はマクロ的には順調な成長を遂げた。この期間名目GDPは倍増して世界第22位から11位になり、実質GDP成長率は平均で7%（2000年: 10%、2001年: 5.7%、2002年: 4.9%、2003年: 7.3%、2004年: 7.2%、2005年: 6.5%、2006年: 7.7%、2007年: 8.1%、2008年: 5.6%）、購買力平価では世界6位となった。2007年にはロシアのGDPは1990年の数値を上回った、つまりソ連崩壊後の壊滅的な経済危機、つまり1998年の財政危機とこれに先立つ1990年代の不況を乗り切ったことを意味している。一人当たりGDPも2008年に11,339ドルとなり、購買力及び名目ベースでもロシアは世界第57位の国となった。
プーチンの8年間の在任中に、鉱工業は75%成長し、投資は125%増加、農業生産や建築も同様の伸びを見せている。実質所得も倍増し平均給与は80ドルから640ドルへ8倍になった。消費者信用額は2000年から2006年の間に45倍になった、また同じ期間で中間所得層は800万人から5500万人へ7倍に増加している。貧困線以下の生活を送る貧困層は2000年30%だったが、2008年には14%まで減少した 。

ソ連崩壊後のロシアGDP(PPP)の推移
(1992年 - 2011年)

ロシア経済が順調な成長を遂げつつあった2004年1月、ロシア政府は将来における石油価格の下落に備えて財政の安定化を図り、また天然資源輸出に依存し過ぎることで懸念された「オランダ病」を回避するべくロシア連邦安定化基金 (en) を設立した。資金の蓄積方針や使途に関して、政府内では支出抑制路線、インフラ整備重視路線、減税路線 の3種の路線対立が見られたが、プーチンによる裁定を受け、2008年2月、安定化基金は「予備基金」と「国民福祉基金（将来世代基金）」に分割再編された。「予備基金は」GDPの10%（およそ2000億ドル）で主に財政赤字を補填するために用いられ、「国民福祉基金」は主に株式市場ならびに債券市場の買い支え等に用いられた。ロシア財務省セルゲイ・ストルチャク（en）次官によると国民福祉基金の残高は2008年2月1日時点で約7,000億ルーブル（1,500億ドル）にものぼる。
2008年2月、退任直前のプーチン大統領は「2020年までのロシアの発展戦略について」と題する演説を行った。プーチンは自身の任期の成果を、政権発足時の諸問題を改善しロシアに安定と自信を取り戻したと総括する一方、人口問題や官僚の腐敗、経済の非効率性などの諸課題を挙げて「革新的（イノベイティブな）発展戦略」の形成が重要であると提唱し、今後の国家戦略の方向性を示した。

#### メドヴェージェフ政権期（2008年-2012年）

ブレント原油　月平均価格の推移
(1987年5月 - 2012年1月)

メドヴェージェフ大統領就任直後の2008年8月に起きた南オセチア紛争や、翌9月中旬に発生したリーマン・ショックに続く世界的な景気後退の影響を受けて、ロシア経済は製造業を中心として深刻な景気後退に陥った。なかでも、原油価格が1バレル当たり140ドル（08年7月）から40ドル（08年12月）に急落したこと、ソブリン債や社債を運用する機会が減少したこと、外国資本の流れが逆流（800億ドル流入していた資本が1200億ドル流出）したこと、の3点はロシアの長期的経済成長にとってマイナス要因である。こうした中、鉱工業生産指数は前年比マイナス15.2%となり、2000年以降年平均7%で推移してきた実質GDP成長率は2009年にマイナス7.9%となった。これは財政危機の起きた1998年（マイナス5.3%）以来のマイナス成長である。
ロシア経済が原油・天然ガスなど資源輸出に依存する経済構造から脱却できず、国家資本主義化の傾向に歯止めがかからない状況に対して、メドヴェージェフ大統領は2009年11月の教書演説において市場経済の活性化とロシア経済の近代化の必要性を強調しているが、金融危機後のロシア経済はロシア連邦安定資金を再編した「予備基金」ならびに「国民福祉基金」に蓄積された国家資金を危機対策に用いることによって辛うじて支えられているのが現状である。
なお、近年のロシアの成長分野には、軍需産業、IT産業、特にアルゴリズム設計やマイクロエレクトロニクスなどのハイテク関連のニッチ産業などが挙げられる。ロシアはインド、中国に次ぐ世界3位のITアウトソーシング受け入れ国である。衛星打ち上げ産業ではヨーロッパのアリアン5に次いで世界2位である他、原子力発電所建設事業では、中国とインドに原発を売り込むなどしている。また日本の東芝は2009年5月、原子力燃料分野でロシア企業との協力関係を結ぶことで合意したと発表した。
旅客航空機市場においても、スホーイ民間航空機社が外国資本と共同開発したスホーイ・スーパージェット100の他、ロシア国営企業の統一航空機製造会社がボーイング社やエアバス社に対抗してMS-21を開発中であり、2016年の運用開始を計画している。
ロシア経済は未だに商品主導型の経済である。燃料・エネルギー部門からの関税・税金といった収入は、連邦政府歳入のおよそ半分にもなり、輸出の大部分を石油・天然ガスといった原材料などが占めている。なお、貿易額は2000年には20%であったが、2007年ではGDP全体の8.7%でしかない 。貧富の差も拡大している。2000年から2007年にかけて、富裕層の所得は貧困層のおよそ14倍から17倍に増加しておりロシア経済の課題のひとつとなっている。（参考：ジニ係数、国の所得格差順リスト）

#### 第2次プーチン政権期（2012年-）
2022年2月、ロシアがウクライナへ侵攻。アメリカと欧州各国は経済制裁として、ロシアの銀行の一部を国際銀行間通信協会から排除することなどを決定。天然ガスをはじめとした輸出入品の代金決済が困難となる見通しとなった。このためロシア・ルーブルは、同年2月28日のオフショア取引で対ドル相場で一時30％近く値を下げ、過去最安値を記録した。同日、ロシア政策銀行は通貨の大幅下落に伴うインフレーションを抑えるため、政策金利を従来の9.5%から20%に引き揚げる緊急措置を講じた。

## マクロ経済

### GDP

一人当たり域内総生産 (GRP) 2008年
(単位：USドル):
50 000 以上
30 000 - 50 000
20 000 - 30 000
9 750 (平均) - 20 000
7 500 - 9 750
5 000 - 7 500
3 000 - 5 000
3 000 以下

下記の図表は2000年からのロシアの名目GDP総額等の推移を示したもの。
単位：ルーブル、率＝%、為替レートは対米ドルレートで期中平均値。
| 対象年 | 名目GDP総額 | 実質GDP成長率 | 消費者物価指数 | 為替レート |
| ------ | ----------- | ------------- | -------------- | ---------- |
| 2000年 | 7兆3056億   | 10.0          | 20.2           | 28.13      |
| 2001年 | 8兆9436億   | 5.1           | 18.6           | 29.17      |
| 2002年 | 10兆8192億  | 4.7           | 15.1           | 31.35      |
| 2003年 | 13兆2082億  | 7.3           | 12.0           | 30.69      |
| 2004年 | 17兆0272億  | 7.2           | 11.7           | 28.81      |
| 2005年 | 21兆6098億  | 6.4           | 10.9           | 28.28      |
| 2006年 | 26兆9172億  | 8.2           | 9.0            | 27.19      |
| 2007年 | 33兆2475億  | 8.5           | 11.9           | 25.58      |
| 2008年 | 41兆4286億  | 5.2           | 13.3           | 24.85      |
| 2009年 | 39兆1007億  | -7.9          | 8.8            | 31.74      |
| 2010年 | 46兆3085億  | 4.5           | 8.8            | 30.77      |
| 2011年 | 55兆9672億  | 4.3           | 6.1            | 29.38      |
| 2012年 | 62兆2184億  | 3.4           | 6.6            | 30.84      |
| 2013年 | 66兆7553億  | 1.3           | 6.5            | 31.84      |

ロシアの実質GDP成長率は2000年から2008年までの間平均7.0%で推移してきたが、2008年9月に起きたリーマン・ショック以降の世界的な不況の影響などから2009年の実質GDP成長率は-7.9%に落ち込んだ。一人当たり名目GDPは2008年11,739ドル、2009年8,681ドルとなっており、BRICSの一国ブラジルや、メキシコ、トルコなどと同じく中・低所得国の水準である。1992年は2508.9%、1998年にも84.4%であったインフレ率は、2000年20.2%、2001年の18.6%から2009年には8.8%となっており、ソ連崩壊やその後の財政危機を脱し安定してきているといえる。2009年の失業率は8.2%で、2000年の10.4%よりは減少したが、2006年の6.9%に比べると増加している。
2007年の鉱工業生産指数は2006年に比べて6.3%上昇した。これは投資と個人消費の伸びによって下支えされたものであったが、2009年の前年比伸び率は-15.2%と大幅に下落し、不況の影響をまともに受けた形となった。

### 金融政策
為替レートは1998年8月の1ドル6.5ルーブルから1999年4月には1ドル25ルーブルにまで下落し、1年後さらに下落して1ドル28.5ルーブルになったが、2001年1ドル29.2ルーブルであり2002年6月の時点では、為替レートは1ドル31.4ルーブルとなるなど、2000年代前半は比較的安定して推移した。
1998年8月の経済危機以降いくつかの大規模なインフレ対策が行われた結果インフレ率は落ち着いていた。
2001年の消費者物価上昇率は18.6%と、2000年の20.2%から漸減したが、これは2001年度予算のインフレターゲットの範囲内であった。中央銀行の外貨残高からインフレ率の上昇傾向が続くものとみられていたが、2009年インフレ率は11.7%まで減少している。

### 財政政策
中央政府と地方政府の支出額はほぼ同じであり、両者併せてGDPの約38%になる。財政政策は1998年の財政危機以来厳重に統制されてきた。
2001年の財政黒字額はGDPの2.4%にのぼり、ロシアはソ連崩壊後初めて翌年の予算に黒字（GDPの1.63%分）を見込んで計上することができた。この経済成長は三年連続で予想を上回るものであり、消費需要の拡大を原動力とするものであった。だが経済評論家たちは、経済成長がこの様に高い水準で続くことに懐疑的であった。特に政府の2005年度予算案は原油価格が上昇し続けることを前提とした予算案でものであり、仮に原油価格が下落した場合は経済成長率も比例して下がると考えられた。また石油価格の上昇には、ルーブル価格の上昇を招き結果的にロシアの貿易競争力を低下するという負の側面もあった。

## 労働力

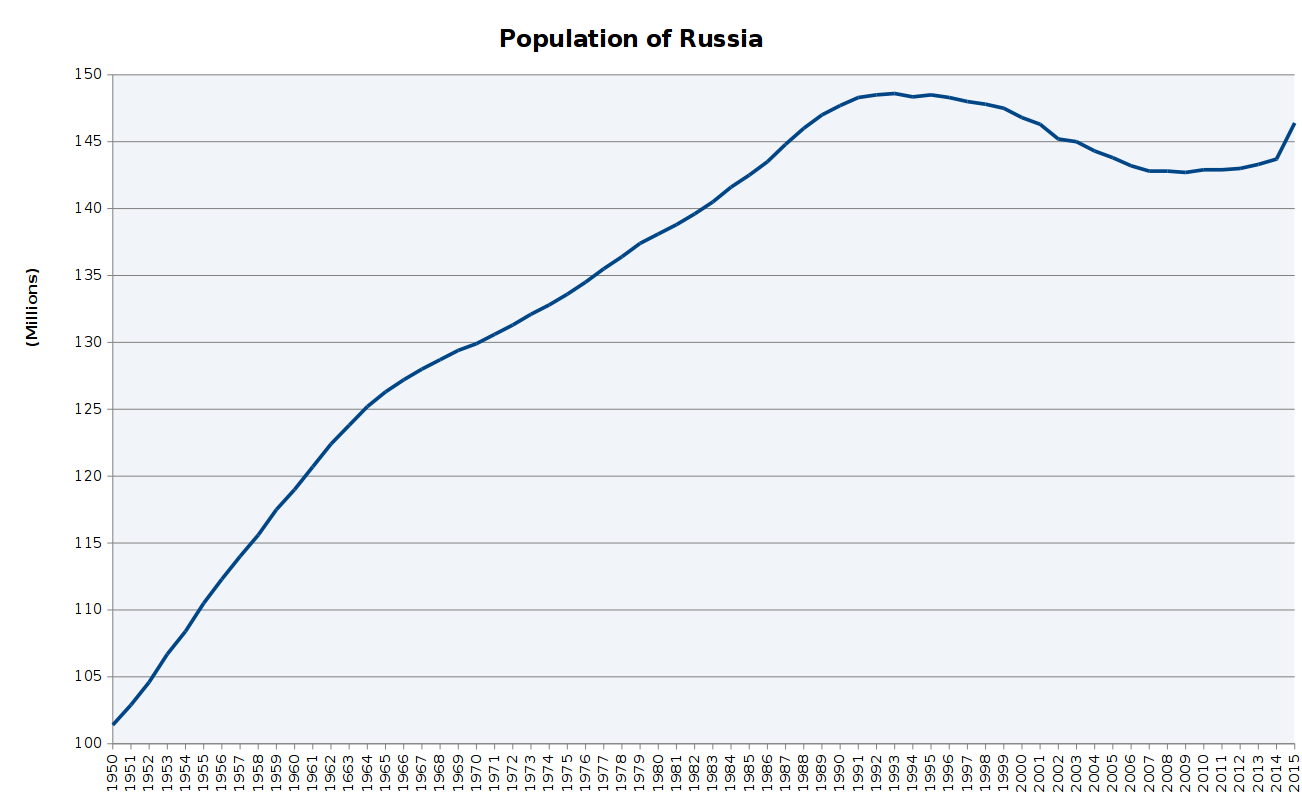
ロシアの人口の推移。1990年代後半から漸減傾向にある。

2009年のロシアの人口は1億4190万3千人であるが、うち労働力人口は6936万2千人、失業人口は616万2千人で失業率は8.2%であった。2007年の失業率が5.7%、2008年が7.0%と、07年から09年にかけては世界的な経済不況の影響もあって失業率が伸びた。なお、2009年モスクワの失業率が1.8%であったのに対し、北カフカースのイングーシ共和国では56.1%と地域間の格差も大きい。またロシア経済の発展に伴い建設現場などで働く外国人労働者が増えたが、中には不法労働移民も多数いるとされている。
産業部門別では、農業・工業の就業人口が減りサービス業の割合が増加する傾向にあるが、特に工業では熟練労働者の不足・高齢化などが問題となっている。

### 移民

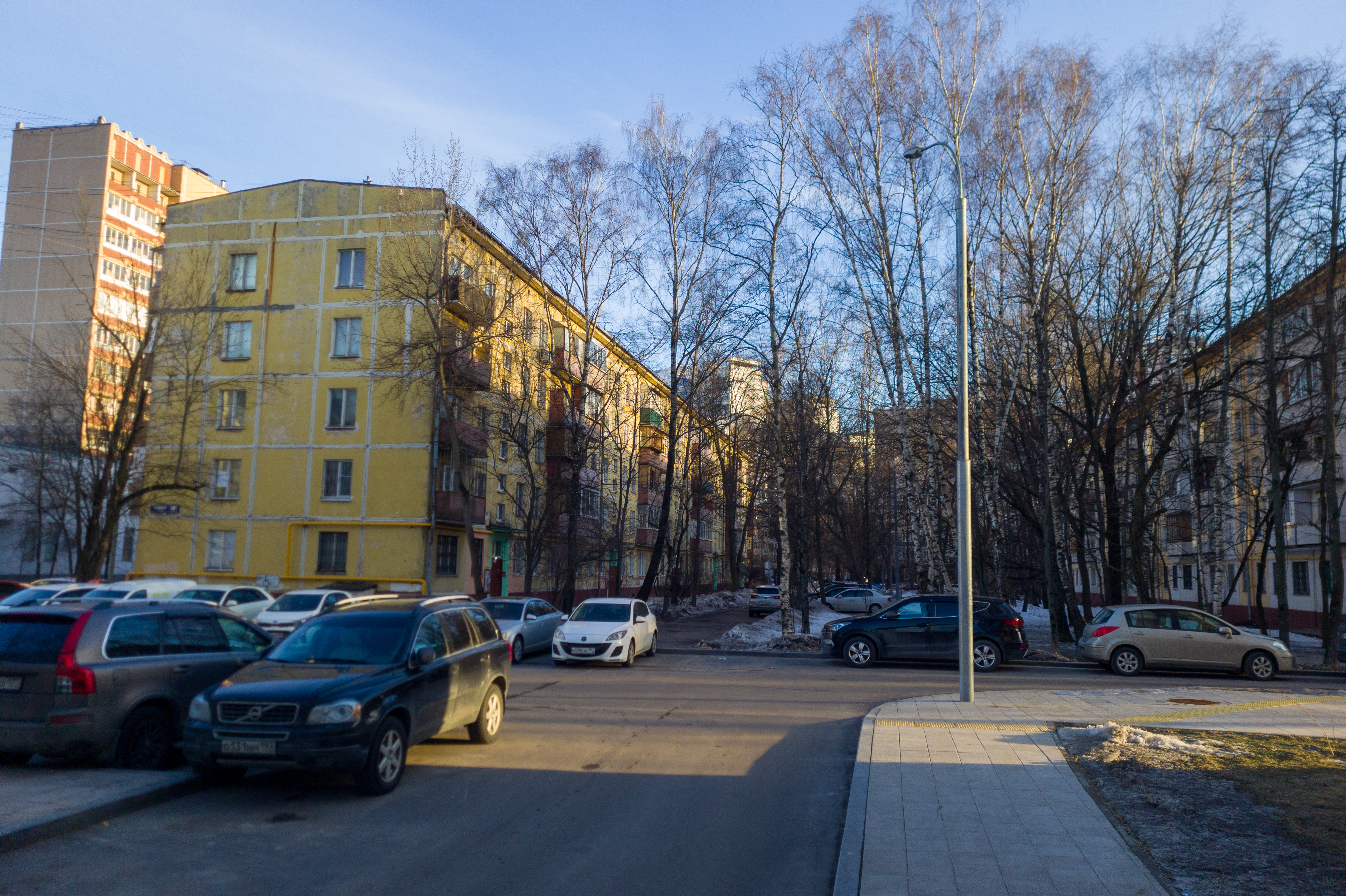
鉄筋コンクリート・パネル式プレハブ工法による5階建て集合住宅フルシチョフカ

2022年ロシアのウクライナ侵攻に伴う労働力不足を移民で賄おうとする『"MOVE TO RUSSIA"』政策が始動。ただ、『基本教育費無償・基本医療費無償・高齢者年金・障碍者年金・生活保護：基本的社会保障5点セット』しかない東欧諸国の生活水準でも『集合住宅』及び『菜園付き別荘』所有可能なレベルなので、『“集合住宅”と“菜園付き別荘”も手に入れたい』と願う友好国からの移民希望者は多い。さらにロシア国籍および外国籍問わず、『希望者に極東地域の土地1ヘクタールを無償提供する制度』(2016年6月1日発効・“極東1ヘクタール法”)を利用して『無償提供された1ヘクタール（縦100メートル×横100メートル）四方の広大な土地を活用（5年後に個人所有の土地となる）』できて、なおかつ『“マイホーム”購入 / “農場”運営 / “個人事業主”生計』の夢も実現、『一国一城』の主となることも可能である。

## 法律
ロシアでは、経済活動の多くの分野において適切な法律が存在しないあるいは存在しても適切に執行されていないことがあり、ロシア経済における喫緊の課題となっている。問題解決のため、中央政府は2000年と2001年に地方政府に対して法律を正しく執行することを強制し、年金改革と電力部門改革ではその成果があらわれている。とはいえ、ロシアの税制や経済活動に対する規制はときに予測不可能な程変化する。一方、民間企業間の契約行為の履行などについての法の執行力は不十分である。こうした問題はソ連時代からのものであり克服するのには何年もかかるであろう。ビジネスに関して、政府の決定は恣意的で一貫性に欠け、犯罪によって国内の経済活動や貿易などで余計なコストがかかるようになっている。
肯定的な側面として、ロシアでもビジネス上の紛争を法廷で解決するケースが増えてきている。1998年1月の改正破産法が議会を通過したのを第一段階として、2001年にはビジネス・投資部門改革のため法案が議会で承認された。このうちもっとも重要な法案は規制撤廃に対する包括案である。この傾向は2002年もつづき、新たな法人税法が2002年から施行されている。
民主主義的な公正さや平等に本質的な利益を有し、法の支配の導入に重要な役割を果たす中産階級が衰退し、何百万人もの人が貧困に追いやられた一方で、少数の新興財閥が台頭した事が、これらの問題の遠因になっている。これは富の不平等をもたらした1990年代の不法な民営化と折り合いをつける事が必要であるという事である。つまるところは、財産権の保障、及びそれが可能にしてくれる民主主義の成長は、そうした権利が社会から正当と見做されていない場合、財産が安全に保障されないと感じられている場合は、ボリス・エリツィン大統領時代に生じた、資産の略奪やその国外への持ち出しに繋がるからである。ミハイル・ホドルコフスキーがロシアの政治を操作しようとするなど行き過ぎた資本主義を防ぐ為にも、1970年代にアメリカの石油会社の利益に課した時と同じような精神の下で、超過資本利得税を徴収することや、国内への投資を推奨するために、米ビル・クリントン政権が、税金逃れの為に市民権を放棄する富裕層に課税する政策、国外に持ち出される資本に持ち出し税を課す事が考えられる。

## 汚職
ロシア中央銀行は、2011年GDPの2.5%、490億ドルがロシア政府による汚職によって失われたと報告している。ロシア中銀総裁セルゲイ・イグナチエフ（ロシア語版）は「麻薬取引や密輸、官・財界への賄賂と裏金、脱税」を挙げている。

## 部門別

### 農林漁業

#### 農業
ロシアは1990年代の始めまで穀物の輸入国であった。
計画経済システムから市場経済システムへの移行策として1992年に実施された急激な価格・貿易自由化によって、ソ連時代農業分野への補助金の役割を果たしていた価格国定制度が消滅、また同様に農業分野への投入財価格が上昇したことから穀物生産量が急減した。一方、価格の自由化によって食肉・乳製品を中心に輸入が急増し畜産業は著しく衰退した。これは穀物需要の大半を占めていた家畜飼料需要の大幅な減少を招き、1990年に1億トン前後であったロシアの穀物生産量は、1998/1999年には半分以下の4,600万トンにまで落ち込んだ。ところが、1998年のロシア金融危機によりルーブルの対ドルレートが危機前の1/4に下落すると農産物・食料品の輸入は急減し、国産品の競争力が回復した。2001/2002年には穀物輸出量が輸入量を上回り、2000年代後半には世界有数の穀物（小麦）輸出国となった。
また食肉の生産量は1999年の681万3千トンから2008年には933万1千トンと増加した。
2005年の耕作地面積はおよそ1,237,294 km2で、米国、インド、中国に次ぎ世界第4位の広さである。
2010年、ロシアは観測史上最悪とされる猛暑と干ばつの影響を受け、穀物収穫量が激減する見込みとなり、ロシア政府は8月から12月末まで穀物（小麦・メスリン、大麦、ライ麦、トウモロコシ、小麦粉）の輸出禁止を決定した。また前年と比べた農林水産業生産指数伸び率は-11.9%と大幅に落ち込んだ。

#### 林業
ロシアの国土の47.9%は森林であり、その面積は808万7900km2に及ぶ。これは世界全体の20%であり、森林蓄積 は25%を占める。その内、経済的に利用しやすい森林資源は2006年で252km2、林業収入は350億ルーブルとされる。ロシアの林産複合体は3万を超す企業から成り、その56%が赤字経営である。このうち70%は小規模企業で、中規模以上の企業は木材加工業と紙パルプ産業を含めて2,300社あり、全体的には100万人超の雇用を創出している。
なおロシア政府は2007年7月から針葉樹丸太（北洋材）の輸出税をそれまでの6.5%から20%に、2008年4月からは25%に引き上げた。当初、2009年1月までに関税を80%に引き上げるとされていたが、2011年1月の時点では関税の引き上げは見送られている。

#### 漁業
ロシアは大西洋、北極海、太平洋の3つの大洋に面し、カスピ海、バイカル湖、ラドガ湖の他大小2万を超える河川をもち、排他的経済水域（EEZ）は約760万km2に及ぶ。2005年の国際連合食糧農業機関（FAO）統計によると、ロシアの漁業の漁獲量は3,190,946トン、養殖業では114,752トンであった。これは世界第9位の漁獲量であり、世界全体の2.3%を占めている。2009年のGDP産業別構成では漁業額は772億ルーブルであり、GDP全体の0.2%である。
なお日本との間には、漁業水産物（特にカニなど）の密猟・密輸が横行している とされる他、日本の漁業者がロシアの排他的経済水域内で操業するためロシア側に現金などを提供していた疑いをもたれる などといった問題がある。

### 鉱工業
→工業分野に関しては『Industrial tourism in Russia — excursions to factories and enterprises — Rostec Promtour』（ロシア語）を参照.
→原子力分野に関しては『The Atom at Work』（英語）及び『Rosatom x BRICS - platform for nuclear technologies』（英語）を参照.
ロシアはかつて東側諸国の中でも最も工業化の進んだ国であったが、ソ連崩壊後、石油・天然ガスといった天然資源の輸出増加に伴いルーブルの為替レートが上昇するとロシアの工業製品は国際的な価格競争力を失い国内製造業は低迷した。
2000年代、内需の拡大と国家財政状態が健全化したことなどから、ロシアの製造業はソ連の解体以来の危機的な状態を脱した。
しかしながら、長期にわたって投資が低調であったため製造業はかつての能力を失っており、中・長期的な発展のため老朽化した設備を近代化する必要がある。
ロシア鉱工業の中心は石油・天然ガスなどの資源産業であるが、他にもロシアでは多くの製造業が発展しつつある。就労人口の多い防衛産業および航空機産業は雇用確保の面で重要であり、ロシア製の兵器・特に戦闘機などは国際的な競争力をもっている。
ロシアの科学技術は冶金、セラミック等の材料技術に優れていて、宇宙、航空、原子力、超電導等の重厚長大型の分野には強いが、半導体等の電子部品、メカトロニクス等の電子・機械工学技術は遅れている。

#### 石油・天然ガス産業
2009年のロシア連邦税関局統計では石油・天然ガスを中心とする燃料・エネルギー製品の輸出額が1920億ドルに達し、ロシアの輸出額全体の3分の2を占めるなど、エネルギー資源産業はロシア経済の中核をなしている。また世界最大の天然ガス企業ガスプロムはプーチン政権発足以降、ロシア連邦首相、首相代行などを歴任したヴィクトル・ズプコフが取締役会会長に就任し政府が株式の50%超を保有するなど、政府との結びつきが強い。

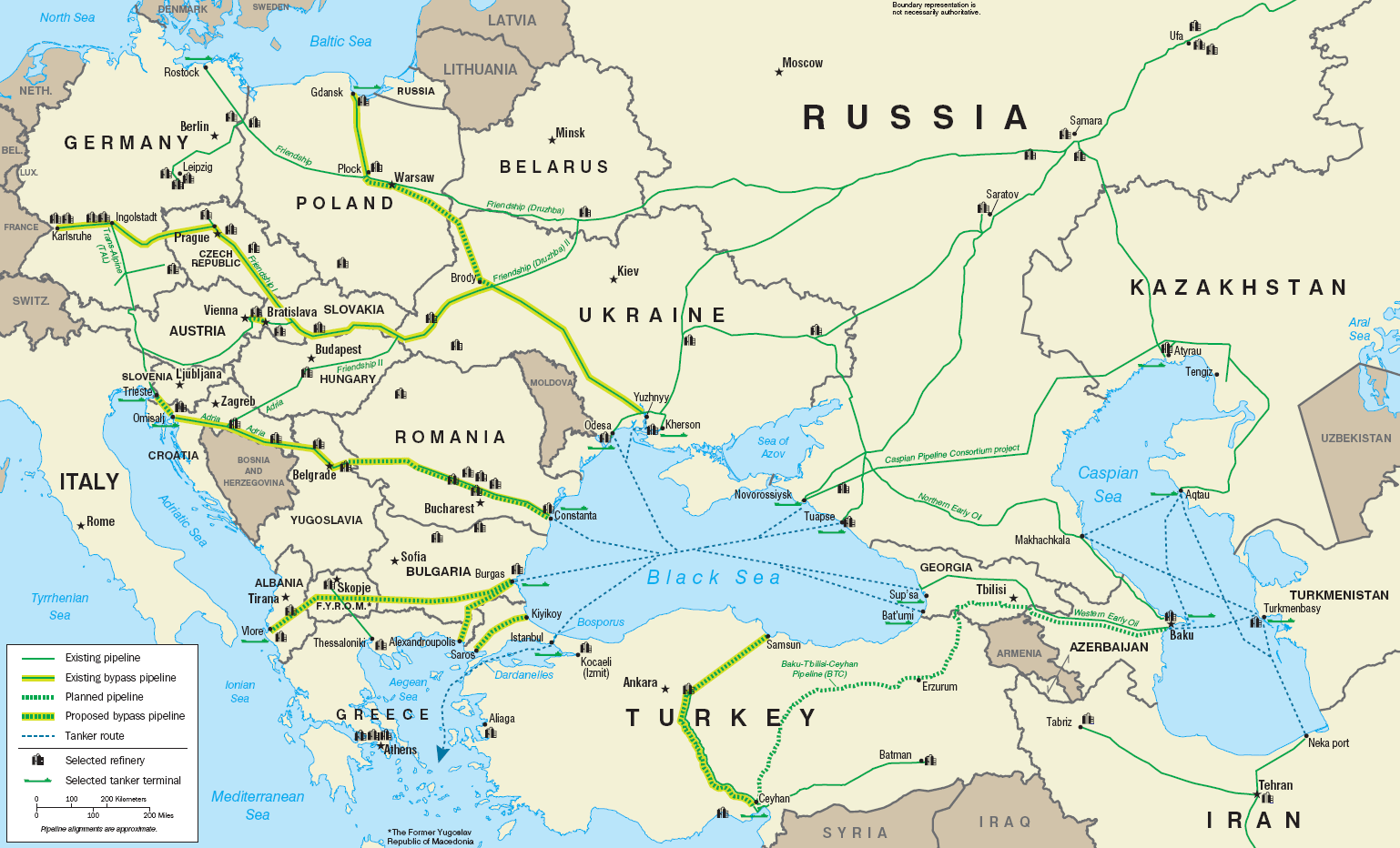
石油パイプライン（ヨーロッパ方面）

2010年6月のBP統計（2009年末の数値）によると、ロシアの石油確認埋蔵量は世界全体の5.6%にあたる742億バレルで世界第7位であり、生産量は1日当たり1003万2000バレルと、サウジアラビアを上回り世界第1位の産油国となった。しかし
設備投資が不十分で産出量を維持できなくなるとの指摘もある。なお産出量1位はチュメニ州で66%、2位がタタルスタン共和国で6.5%と西シベリアに生産地が集中している。垂直統合石油企業ルクオイル、国営石油企業ロスネフチなどがロシアの石油大手である。

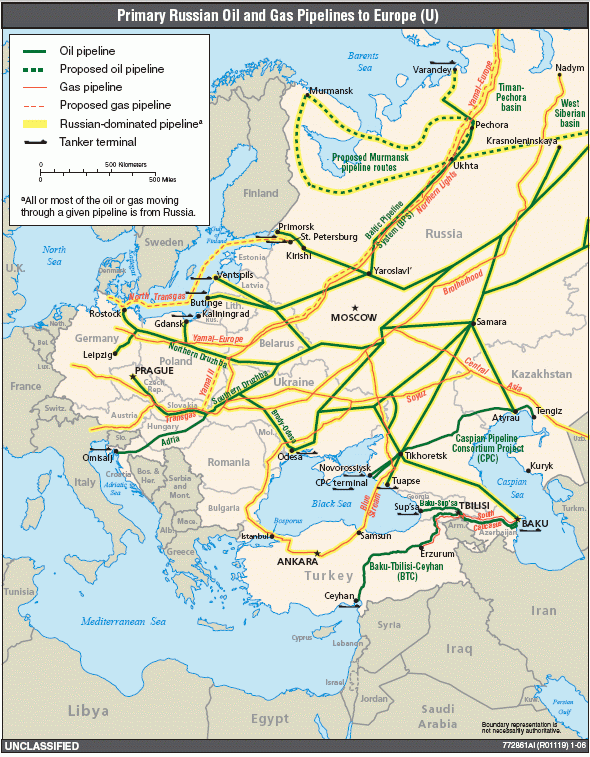
天然ガスパイプライン（ヨーロッパ方面）

ロシアの天然ガスの埋蔵量は世界第1位で44.38兆m3、世界全体の23.7%を占めている。2009年の産出量は5725億m3で、アメリカに次いで世界第2位であり世界全体の17.6%であった。なお産出量の9割以上が西シベリアに集中している。
ロシアは産出したガスをパイプラインによって欧州各国に輸出しているが、2000年代後半になるとガスの供給・料金設定を巡ってロシア・ウクライナガス紛争が起き、2006年と2009年にはウクライナを通過するガスの供給を停止するに至った。また2008年の南オセチア紛争（ロシア・グルジア戦争）の当事国グルジアもパイプライン通過国であり、EUはエネルギー安全保障の観点から域内で共同政策をとる必要性を認識し、その結果バルト海を経由してロシアとドイツを直結する「ノルド・ストリーム」計画を始動させる契機となった。
なおロシアの北方にある北極圏には、未開発の石油・天然ガス資源が眠っているとされる。2007年8月、ロシア政府は海表面が温暖化によって減少したことなどから同海域の潜水調査を開始し、同年北極海のロモノソフ海嶺がロシアの大陸棚の延長上にあることを確認したとして、海底にロシアの国旗を立て北極圏におけるロシアのエネルギー利権を主張した。プーチン大統領（当時）はこの成果を「すばらしい科学プロジェクト」と称えたが、一方でカナダ政府当局はこうした探査は政治的パフォーマンスにすぎないと述べている。
2011年1月14日、露ロスネフチと英BPが北極海の油田開発を視野に資本・業務提携することで合意したことが発表された。資本提携の規模は78億ドル（約6500億円）になり、北極海の南カラ海にある大陸棚の油田開発に向けて、技術センターを設立することで合意している。

#### その他の鉱業
ロシアの鉱物資源は種類・量ともに豊富である。主な鉱物としては、燐灰石を世界の64.5%、鉄 32%、ニッケル  31%、錫 27%、コバルト 21%、ウラン 14%産出するほか、銅、鉛、亜鉛、アルミ、チタン、金、プラチナ、ダイヤモンドなどを産出する。
鉱業分野における主な企業に、鉄鋼メーカー大手セヴェルスターリ、ニッケル・パラジウム生産の世界最大手ノリリスク・ニッケルなどがある。

#### 防衛産業
セルゲイ・イワノフ副首相（当時）によると、2007年のロシアの兵器輸出額は70億ドルを超え、これは2000年の約2倍にものぼる。また、ロシアの防衛産業の雇用人口は250万人から300万人といわれ、製造業全体の20%を占める。ロシアは従来からアメリカ合衆国に次ぐ世界第2位の武器輸出国である。スホーイやMiG戦闘機、防空システム、ヘリコプター、戦車、装甲兵員輸送車、歩兵戦闘車などが主な輸出兵器である。戦略・テクノロジー分析センターによると航空防衛システムのアルマーズ・アンテイ社は2007年最も業績をのばし、売上高31億2千2百万ドル、従業員数は81,857人に上り、スホーイ社に次いで業界第2位の企業となった。

#### 航空機産業
航空機産業はロシアの製造業でも重要な産業分野であり、就労者総数は35万5300人に上る。ロシアの航空機には、MiG-29やSu-30といった国際的に競争力をもつ戦闘機があり、また一方でスホーイ・スーパージェット100のような新プロジェクトによって民間旅客機部門を復活させることも期待されている。2009年に統一航空機製造会社傘下の子会社が納品した95機の航空機のうち、15機は民間旅客機であった。また同時に141機のヘリコプターも生産している。航空機製造には多くの科学技術が必要とされることから他部門と比較してより多くの熟練者が就労している部門でもある。ロシアの軍需産業に占める航空機の割合は他の部門と比較して突出して大きい。航空機輸出額は兵器輸出額全体の半分以上である。
2023年11月1日、高バイパス比ターボファンジェット「PS-90A3M」（単発推力：17500kgf）を4発搭載した大型ワイドボディ旅客機「Il-96-400M」の初飛行に成功、2030年度までに高バイパス比ギヤードターボファンジェット「PD-35」（単発推力：35000kgf）を2発搭載した双発機に改修予定。なお、2020年代中期から完全国産化された（高バイパス比ターボファンジェット「PD-8」を2発搭載した）双発短距離旅客機「SJ-100」が量産開始の予定である。

#### 自動車産業

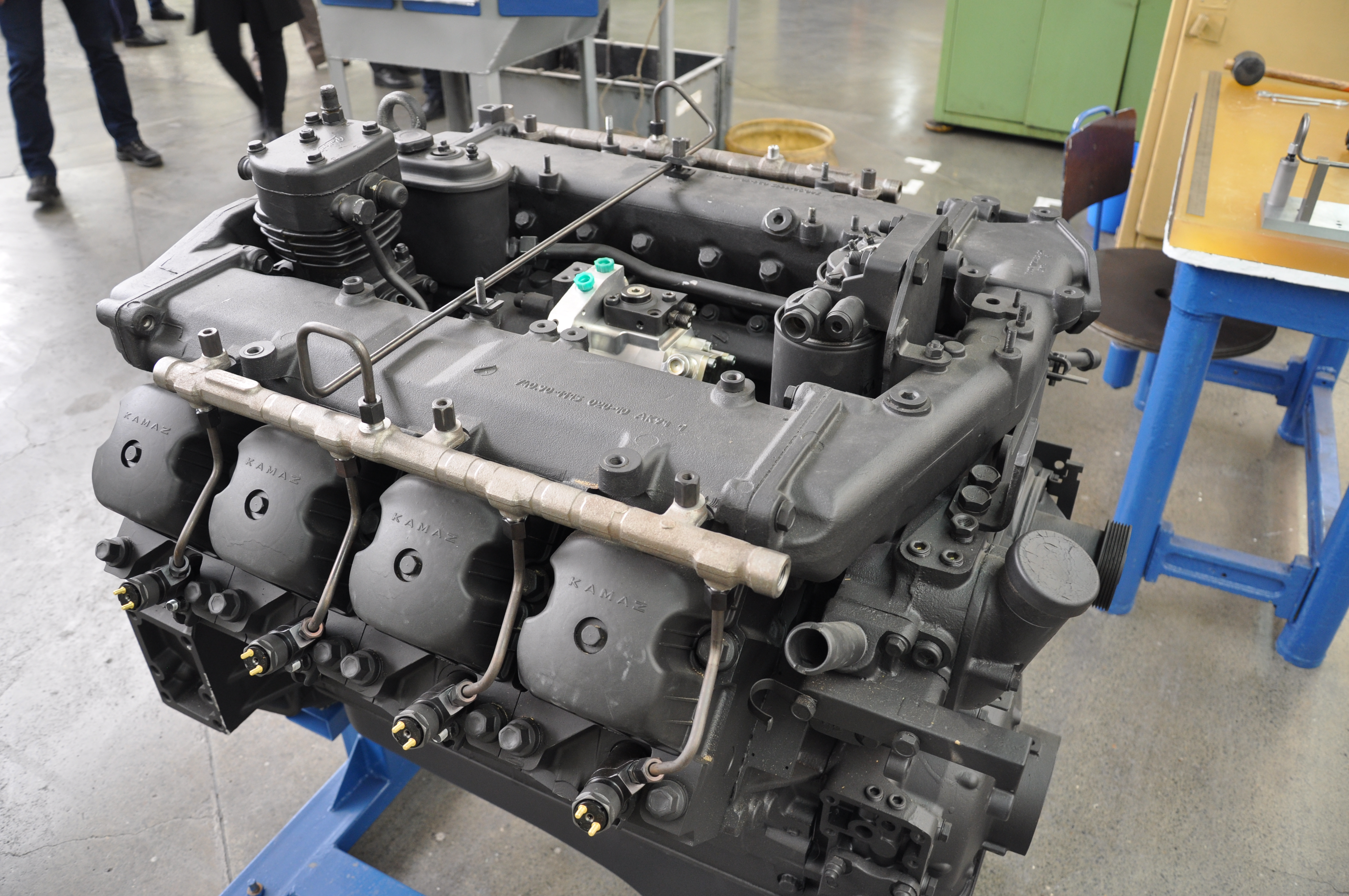
(金型鋳造製品であるアルミダイキャスト製)“KamAZ-740系統V型8気筒16バルブ・ディーゼルエンジン”

国産車メーカーとして、最大手アフトヴァースのほかソラーズ、GAZ、KAMAZなどがある。
これらロシア企業は、外国自動車の傘下に入っていたり、提携関係にあったりする会社が多い。アフトヴァースはルノー=日産アライアンスの、ソラーズは米国フォード・モーター の傘下。GAZはドイツVW（フォルクスワーゲン）と提携 している。
トヨタ自動車はサンクトペテルブルクに現地工場を持つ。三菱自動車工業もロシアで現地生産を行っている。
2017年のロシアの新車販売台数は約159万5700台。国際的な資源高でロシア経済が好調だった2012年には300万台を超えて、ドイツ市場を上回ったこともあった。首都モスクワなどではカーシェアリングも始まっている。
2022年5月12日にロシア連邦領内に公布された政令第855号にて、「Euro (European emission standards) -0」なる独自のEU圏内統一排出ガス規制を制定した。「ヨーロッパ各国で製造された電子工学部品を多数使用するABS（アンチロック・ブレーキ・システム）およびESP（Electronic Stability Program）、ついでECU（Engine Control Unit）・エアバックなどの安全システムを不要とし、標準搭載の安全システムは2点式シートベルト（Two point seat belt）および3点式シートベルト（Three point seat belt）に限る」とし、完全に国内で生産可能な1988年レベルの技術のみで構築された新車生産・販売が許可されるようになった。2023年6月時点で、リバースエンジニアリング技術を用いて（「金属造形用途3Dプリンタ」で高い寸法精度の金型を製作、金型鋳造製品であるアルミダイキャスト製ガソリンエンジンである）「直列4気筒DOHC16バルブ・アルミダイキャスト製・トヨタ自動車謹製ガソリンエンジン：『4ZZ-FE（1,400cc）』／『3ZZ-FE（1,600cc）』／『2ZZ-FE（1,800cc）』系統複製品」の完全内製化に成功、2010年水準の小型車および中型車用自動車エンジンを国内製造できるようになり、国産車価格も69万9900ルーブル（2024年1月10日時点の為替レートで113万9656円）の適正価格で販売している。
なお「直列4気筒DOHC16バルブ・アルミダイキャスト製・トヨタ自動車謹製ガソリンエンジン：『4ZZ-FE（1,400cc）』／『3ZZ-FE（1,600cc）』／『2ZZ-FE（1,800cc）』系統複製・“アルミダイキャスト製ガソリンエンジン”」のリバースエンジニアリング作業工程において、(西暦1975年から量産されている、同様の金型鋳造製品であるアルミダイキャスト製)“KamAZ-740系統V型8気筒16バルブ・ディーゼルエンジン”で培った45年以上に及ぶ製造ノウハウの蓄積が直接的な面でも間接的な面でも大いに役立ったとの事。
2025年1月15日時点にて、ロシア連邦最大の国産自動車メーカーである『アフトヴァース』は国産自動車ブランドであるラーダにおいて、国産自動車関連部品の国産化率95パーセントを達成、『ロシア連邦領内の鉱物資源及び石油資源のみを用いてロシア連邦領内の部品製造工場にて自動車部品を製造する“地産地消”体制』をほぼ確立した。

#### 産業用ロボット
2021年7月16日時点で、ドイツ連邦共和国・欧州最大の応用研究機構「Fraunhofer-Gesellschaft」の合理的思考を手本とする「Rusrobot」傘下の「Robot Factory LLC」が、リバースエンジニアリング技術を用いて「ドイツ連邦共和国KUKA社製造：世界最高水準・高性能産業用ロボットシステム複製品」の完全内製化を実現、「全6軸可動・高性能産業用ロボットシステム」を適正価格で国内製造・販売している。

#### CNC旋盤
産業用ロボット技術と同様、ドイツ連邦共和国・欧州最大の応用研究機構「Fraunhofer-Gesellschaft」の合理的思考を手本とするロシア連邦領内の国産CNC旋盤関連の工作機械メーカー『MEHATRONIKA』が、リバースエンジニアリング技術を用いて旧ソ連時代の「国産CNC旋盤工作機械」をもとに製造した（ブラウン管式表示装置を液晶ディスプレイ式表示装置に改修済み。「液晶ディスプレイはブラウン管と比較して部品点数および作業工程ともに少なく大量生産に向いている」利点が功を奏した）ジェネリック製品の完全内製化を実現、「MNC-SERIES DIGITAL CNC SYSTEM／MTDRIVE-SERIES DIGITAL SERVO AMPLIFIERS／MNC-SERIES CONTROL SYSTEMS SOFTWARE」などのCNC旋盤システムフルセットを適正価格で国内製造・販売している。

### サービス産業

#### 金融業

##### 銀行
ロシアの中央銀行はロシア中央銀行である。商業銀行は09年初めで1,100行余りあるが、最大はズベルバンクで、個人預金の半分以上を集めている。その他、主な銀行にVTB銀行、ロシア復興銀行がある。2001年から2009年にかけて貸出額は全体で20倍、個人への貸し出しは90倍近くに増えたが、国民の銀行への不信感などから、銀行資産の対GDP比は65%と西側諸国の3分の1程度と低く、融資源泉としての役割は小さい。このため、経済発展による信用需要の増大にロシアの銀行が応えられず、ロシア企業は資金調達先として外国金融市場への依存を強めたが、その分リーマン・ショック後の外資の大量流出によるロシア経済へのダメージは大きくなった。

##### 証券市場
ロシアには50以上の証券取引所があるが、主要な取引所はロシア取引システム（RTS）、モスクワ銀行間通貨取引所（MICEX）などである。かつては国債の取引が主で、2005年時価総額の対GDP比は約15%に過ぎなかったが、その後石油、ガス、通信業など限られた分野ではあるが外国投資家も参加するようになって取引が活発化し、時価総額はピーク時で1兆5000億ドルに達した。

#### 電気通信産業
電気通信産業は市場規模・質とも成長を続けているが、GDPに占める比重は2%と未だ低い。携帯電話は急速に普及しており、2000年に2.2台であった100人当たり台数は、2009年の162台に達した。主な事業者はMTS（en）、メガフォン（en）、ヴィムペルコム（en）の3社で、契約数全体の85%を占めている。こうした携帯電話の普及について、GSM協会のトム・フィリップスはこう述べている。
「ロシアの携帯電話普及率はもう100%を超えています。ロシア人にワイヤレス通信の人気が非常に高いこと、ロシア政府が携帯電話市場の成長を促すため各企業間の激しい競争を促したことがその理由と考えられます。」
インターネットの利用者数も2009年には4,000万人に達している。ロシア国産のブロードバンド通信を確立することが強く望まれているが、2007年1月の時点ではまだない。

##### IT産業
IT市場はロシア経済でも最も活気のある部門である。ロシア製ソフトウェアの輸出は2000年の1億2000万ドルから2006年には15億ドルに上昇した。2000年からのIT市場の成長率は年30～40%であり、2006年単独では54%の成長をみせた。このうちもっとも大きな部門はシステムとネットワーク統合の部門であり、市場全体の28.3%を占める。一方、もっとも成長の早い分野としてはオフショア開発 がある。ソフトウェア開発市場は2005年に10億ドル、2006年には18億ドルの市場規模であった。

#### モバイルOS
フィンランドのJolla Mobile社とライセンス契約を締結、同社の「Sailfish OS」をベースに開発された派生型OS「Aurora（Sailfish Mobile OS RUS）」をロシア国産の携帯端末向けOSの標準規格とする方針を実施している

#### スマートフォン
ロシア国内の国産スマート家電メーカー「Aquarius」では上述のモバイルOSプラットフォーム「Aurora（Sailfish Mobile OS RUS）」を組み込んで低電力仕様の国産64ビット級28nmプロセスルール半導体技術採用8コアCPU「Baikal-M」(演算処理用CPU×8コア、画像処理用GPU×8コアで実質16コア)を搭載した格安スマートフォン「Aquarius AQfone NS M11」及び「Aquarius AQfone NS M12」を販売、2025年1月15日時点にて同機種に搭載されている汎用量産型低電力仕様CPU「Baikal-M」もユーラシア経済連合(EAEU)加盟国で承認された「EAC（ユーラシア適合）マーク」規格に合格、ユーラシア圏の消費者市場での流通と販売が実現した。

#### スマート家電
2019年10月1日に欧州委員会(EC:European Commission)が「家電製品部品在庫保証期間：最低10年」保証明示義務化を採択 、同条約を批准した（ロシア連邦領内でも完全自国生産可能な）『ロシア連邦共和国・SBER DEVICES製・“75インチ・4K・ウルトラハイビジョン・量子ドット(QLED)方式・IoT(Internet of Things)端末搭載・スマートテレビ” / “65インチ・4K・ウルトラハイビジョン・miniLED方式・IoT(Internet of Things)端末搭載・スマートテレビ”』も「低価格と高品質の両立」を既に達成、量子ドット(QLED)方式及びminiLED方式ともに同価格帯の9万9900ルーブル（2024年12月31日時点の為替レートで14万1757円）の適正価格で販売している。

#### ナノテクノロジー
新技術分野においてロシアの研究・開発力を多様化するため、プーチン政権はナノテクノロジー分野に70億ドルを投資するという巨額のプログラムを発表した。このプログラムの一環として、2007年中に50億ドルが新規国営企業ロスナノに投資された。
一方、ナノテク・プログラムはその他の科学分野すべてを併せた3倍もの補助金を国から受けているという批判もある。
また、こうした公的資金のほか、大富豪ミハイル・プロホロフは、ハイテク分野、特に代替エネルギー研究とナノテクノロジーの研究開発に175億ドルの投資をすると発表した。

#### 半導体素子製造装置産業

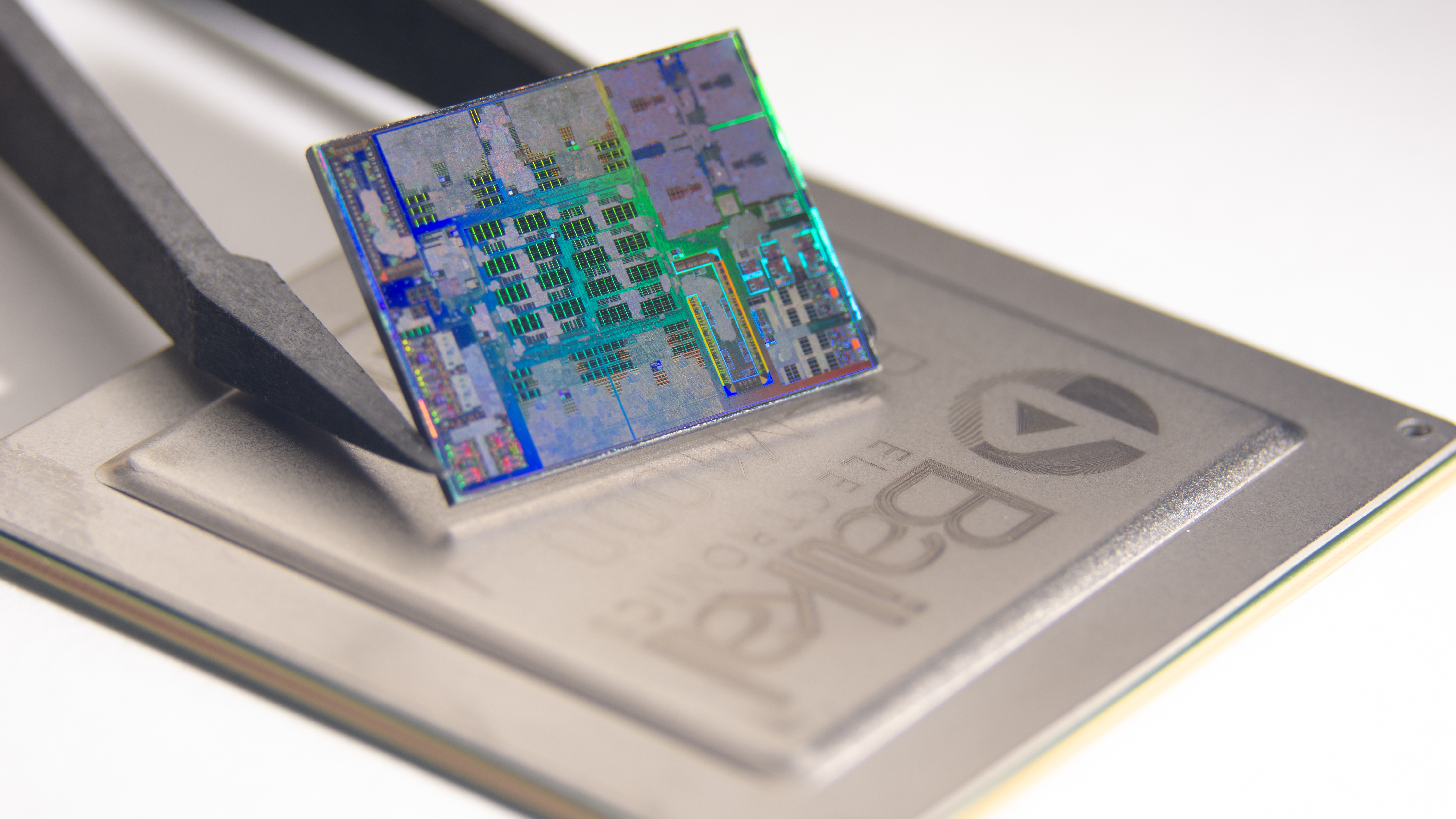
“汎用用途・28nmプロセス半導体・8コアCPU『Baikal-M』(BE-M1000)”.

2008年頃に台湾・TSMC社と共同で22nmプロセス以降の微細加工技術の実用量産化を研究していたモスクワの半導体露光装置（ステッパー）メーカー「Mapper LLC」にて、2023年現時点では一品一様・試験的少量生産状態である「汎用用途・16nmプロセス半導体・16コアCPU『Elbrus-16S』（総トランジスタ数：120億個／動作周波数2GHz×16コア／総合演算能力1500GFLOPS：演算能力93.75GFLOPS×16コア）」 ／ダウングレード版「汎用用途・16nmプロセス半導体・9コアCPU『Elbrus-2S3』（CPUコア×2+3D・GPUコア×1+2D・GPUコア×2+VPUコア×4）」 ／「汎用用途・16nmプロセス半導体・48コアCPU『Baikal-S Processor』（BE-S1000）」などの「16nmプロセスルールの半導体チップ」の完全国内製量産技術確立に尽力している。なお2024年6月13日に中芯国際集成電路製造(SMIC:Semiconductor Manufacturing International Corporation)技術指導に基づきダウングレード版“汎用用途・16nmプロセス半導体・9コアCPU『Elbrus-2S3』（CPUコア×2+3D・GPUコア×1+2D・GPUコア×2+VPUコア×4）”完全国内製量産化成功が公式発表、2024年9月24日にはロシア製OS『Aurora（Sailfish Mobile OS RUS）』規格の国産スマホ搭載用CPUとして“汎用用途・16nmプロセス半導体・9コアCPU『Elbrus-2S3』（CPUコア×2+3D・GPUコア×1+2D・GPUコア×2+VPUコア×4）”が選定された旨が公式発表された。
2014年時点にて、ロシア連邦共和国内の半導体技術は（十年）一昔前の「枯れたプロセス・ルール」である「90nm／65nmプロセス・ルール」レガシー半導体（「legacy」とは「過去に築かれた技術的遺産・遺物」の意味）の完全自国生産レベルには到達しており、外国からのCPU供給が全面停止しても、ロシア連邦共和国内の（自社で設計と製造の両方を手がける製造拠点を構える）半導体製造会社「Mikron」社などの半導体製造施設において、（スマート家電等の「IoT：Internet of Things」端末に搭載可能な）実用アプリケーション・ソフトウェア稼働および産業機械用途組み込み型制御コンピューターなどには、十分な性能の「半導体：産業界のライ麦粉」の完成品たるCPUが代替生産にて維持可能である。
2024年3月26日時点でロシア連邦共和国の半導体チップの量産製造技術は、リバースエンジニアリング技術の積極的活用により「汎用用途・28nmプロセス半導体・8コアCPU『Baikal-M Processor』（BE-M1000）」 ／「汎用用途・28nmプロセス・RISC-V実装・半導体・8コアCPU『Elbrus-8SV』（総トランジスタ数：35億個／動作周波数1.5GHz×8コア／総合演算能力576GFLOPS：演算能力72GFLOPS×8コア）」などの「28nmプロセスルールの半導体チップ」の完全国内製量産化に到達したが、「『初期生産ロット分13万個生産済み』の『28nmプロセスルールの半導体チップ』の半数以上が欠陥品であったため、(核燃料製造にあたってウラン濃縮のために必要となる六フッ化ウランの製造過程において使用されるフッ化水素も製造している)『半導体製造工程に使用する純国産高純度フッ化水素』を製造・販売しているロシア連邦の核燃料製造・供給企業『TVEL』傘下の電気化学プラントJSC『PA ECP』（Joint Stock Company Production Association Electrochemical Plant）に『40nmプロセスルールの半導体チップ』製造工程に使用する『純国産高純度フッ化水素』よりも高純度品のフッ化水素の製造・販売を要望する」とのことであった。さらに、2030年代中葉までの「14nmプロセスルール以降の半導体チップ」である「汎用用途・12nmプロセス半導体・5コアCPU『 Baikal-L  Processor』（CPUコア×4+GPUコア×1）」 ／（「5nmプロセスルールの半導体チップ」から「7nmプロセスルールの半導体チップ」の中間の技術水準である）「汎用用途・6nmプロセス半導体・128コアCPU『Baikal-S2 Processor』」の完全国内製量産化を目指している。
| 順位 | 企業名                       | 種別     | 国籍           | 売上高（million $USD） |
| ---- | ---------------------------- | -------- | -------------- | ---------------------- |
| 1    | TSMC                         | 製造専業 | 台湾           | 29,488                 |
| 2    | GlobalFoundries              | 製造専業 | アメリカ合衆国 | 5,545                  |
| 3    | UMC                          | 製造専業 | 台湾           | 4,582                  |
| 4    | SMIC（中芯国際集成電路製造） | 製造専業 | 中国           | 2,921                  |
| 5    | Powerchip（力晶半導体）      | 製造専業 | 台湾           | 1,275                  |
| 6    | TowerJazz                    | 製造専業 | イスラエル     | 1,249                  |
| 7    | Ruselectronics               | 製造専業 | ロシア         | 971                    |
| 8    | Vanguard (VIS)               | 製造専業 | 台湾           | 800                    |
| 9    | Hua Hong Semi（華虹半導体）  | 製造専業 | 中国           | 712                    |
| 10   | DB HiTek（DB HiTek）         | 製造専業 | 韓国           | 672                    |

#### 産業機械用途組み込み型制御コンピューター
2024年6月時点で、2024年度前半に完全内製国内実用量産化に成功した28nmプロセス半導体である“汎用用途・28nmプロセス半導体・『Baikal-T』(BE-T1000)”及び“汎用用途・28nmプロセス半導体・『Elbrus-8S』”等のCPUは(西暦1997年創立の)ロシア連邦領内の総合電子機具製造・開発メーカー『Fastwel』の産業機械用途組み込み型制御コンピューター『Baikal-T1 1.2 GHz MIPS32 (Dual Core) Based Modular Computer』及び『2U Elbrus-8S CPU-Based High-Performance Fanned Brusnika Industrial Computer』の半導体演算処理装置のCPUとして完全国内大量量産されている。

#### 運輸

ロシアの主要鉄道網

ロシアの貨物輸送ではパイプラインが大きな比重を占め、総距離22万kmになる。次いで主要な貨物輸送は鉄道で、国営企業のロシア鉄道が鉄道事業を独占しており、その営業距離は8万5000kmに達する。線路や車両の老朽化が指摘され、旅客列車の平均スピードが欧州の4分の1とも言われる 一方で、高速列車の導入も計画されている。
貨物輸送において自動車の占める割合は4.4%と低い。シベリア横断道路やM10幹線道路など幹線道路もあるが舗装状態の悪い地域も多い。またモスクワなど大都市圏では交通渋滞が深刻である。
航空運輸による貨物輸送も全体の1.1%に過ぎず未発達の状態であり、10年以上使用されている機体が全体の7割を占めるなど老朽化が懸念されている。なおアエロフロート・ロシア航空がフラッグ・キャリアであるが、大統領専用機などの運航はロシア航空が行っている。

## 貿易

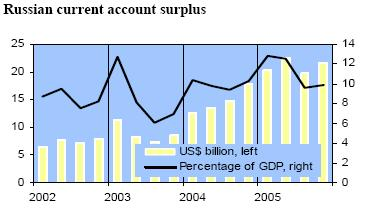
ロシア経常黒字の推移。貿易黒字

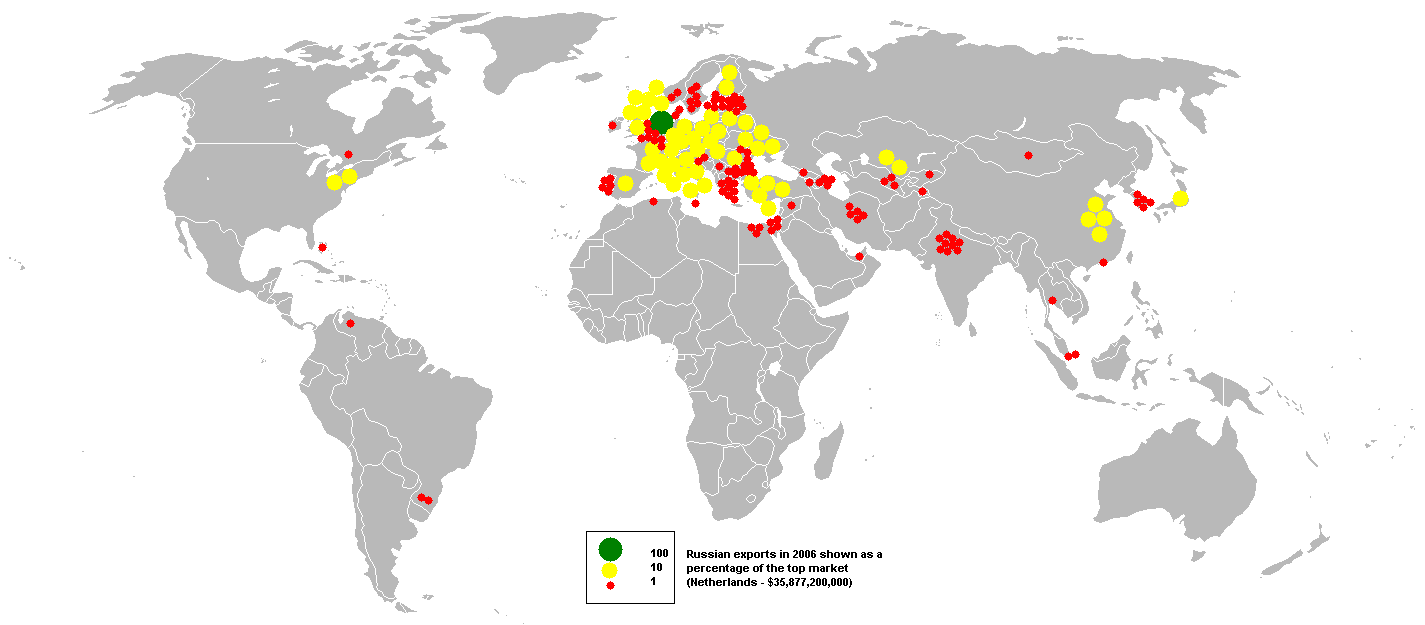
2006年ロシアの主な輸出相手国

1999年、輸出額は少し上昇したが、輸入は前年度比-30.5%の大幅減であった。結果として貿易黒字は332億ドルにふくらみ前年度水準の2倍以上になった。2001年になると傾向が変わり、輸出は減少して輸入が増加した。2001年のロシア輸出額全体の80%は一次産品、特に石油、天然ガス、金属、原木であるが、これらの国際価格の変動は輸出実績に与えた影響は大きい。なかでも、輸出においては鉄鋼が7.5%減少するなどもっとも伸び悩み、輸入では鉄鋼と穀類がそれぞれ11%と61%減少した。
当時、こうした傾向は2002年も続くとした経済評論家がほとんどであった。2002年の第1四半期は、輸入額は12%増加したが、これは個人消費の増加によるものである。輸入品、特に自動車、酒類、飲料および航空機などには、輸入税として関税のほか20%の付加価値税と物品税がかかる。また酒類輸入ライセンス体制のため酒類の輸入需要はいまだに抑えられたままである。他、通関法規が予期せず頻繁に変わることも貿易業者や海外投資家の悩みの種となり、輸入増を抑制している。
2005年の第1四半期、34%上昇し1515億ドルになった。これは主に石油価格と天然ガス価格の上昇によるもので、金額ベースで全輸出の64%に上る。CIS諸国との貿易は13.2%上昇し233億ドルになった。EUとは52.9%、CIS15.4%、ユーラシア経済共同体7.8%、アジア・太平洋経済共同体15.9%である。
2011年12月16日、ジュネーブで開かれた世界貿易機関（WTO）閣僚会議において、ロシアのWTO加盟が正式に承認された。国内の批准手続きを経て、2012年8月22日にロシアはWTOへ正式に加盟した。

### ロシアの主な貿易相手国
| 順位 | 輸出相手国     | シェア | 輸入相手国     | シェア |
| ---- | -------------- | ------ | -------------- | ------ |
| 1位  | 中華人民共和国 | 21%    | 中華人民共和国 | 39%    |
| 2位  | インド         | 8%     | ドイツ         | 8%     |
| 3位  | ドイツ         | 6%     | トルコ         | 5%     |
| 4位  | トルコ         | 5%     | カザフスタン   | 5%     |
| 5位  | イタリア       | 5%     | 韓国           | 3%     |

### 対中貿易
中国とロシアの貿易額は2005年に291億ドルに達した。これは前年2004年に比べて37.1%も上昇している。中国からの機械および電子機器の輸出は70%伸び、対ロシア輸出の24%を占める。またハイテク製品も58%の伸びをみせ、対ロ輸出の7%を占める。またこの時期の国境貿易額は51.3億ドルにのぼり、前年比35%の成長、全貿易額の20%を占める。なお中国からの主な輸出品目は衣料品と靴である。
ロシアは中国の8番目の貿易相手国であり、中国はロシアの4番目の取引相手国である。
2005年中国は750以上の対外投資プロジェクトを計画しており、これらの総額は約10億ドルになる。このうち、2005年1月から9月までの対ロシア投資額は3億6800万ドルに昇り、これは2004年同時期の2倍にあたる額である。
中国はロシアから主にエネルギー資源を輸入しており、特に原油（鉄道での輸入が中心）や、隣接するシベリア・極東管区からの電力輸入などが多い。東シベリア・太平洋石油パイプラインの中国向け支線が完成し、2011年1月1日より稼働を開始した ことから、こうした資源の輸入額は増えることが予想される。

### 対日貿易

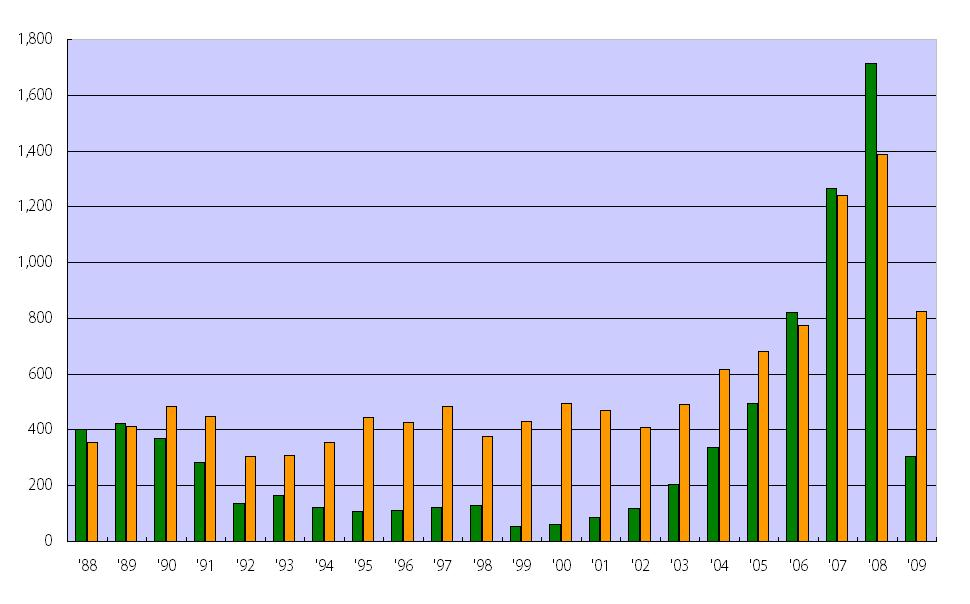
1988年-2009年の日ロ貿易額の推移。単位：10億円
緑：日本の輸出　黄：日本の輸入
＜財務省貿易統計より＞

日本とロシアの貿易は2000年代半ばから急成長を遂げた。2008年、ロシアの対日輸入は乗用車、中古車、バス・トラックが80%以上を占め、輸出は鉱物性燃料（石油・天然ガス・石炭）が主な品目であり、輸出全体のおよそ60%を占めている。なお日本の企業が資本参加しているロシアサハリン州でのサハリン1及びサハリン2プロジェクトが稼働を始め、日本向けに原油や天然ガスの輸出が開始されたことが、2000年代になって輸出額を押し上げた要因のひとつである。
順調に拡大を続けていた日ロ貿易であるが、2008年10月以降は世界不況の影響などで取引額全体が急落した。また2009年1月からは乗用車、バス・トラックを含む自動車の輸入関税が大幅（約2倍）に引き上げられたことから、事実上日本製中古車はロシア市場から締め出された形となったため、自動車の輸入額は2008年の1兆3000億円から2009年は1365億円と約10分の1になり、日本からの輸入総額も2008年の1兆7,000億円から2009年は3,000億円へと大幅に下落した。一方、日本への輸出額は2008年約1兆4000億円だったが2009年には8255億円に減少した。主要輸出品目である原油及び粗油の額が5265億円から3341億円に減少したことが主な原因であるが、数量は806万KLから919万KLへとむしろ増加しており、原油の国際価格の下落などが輸出総額に影響を与えた形となっている。

## 投資

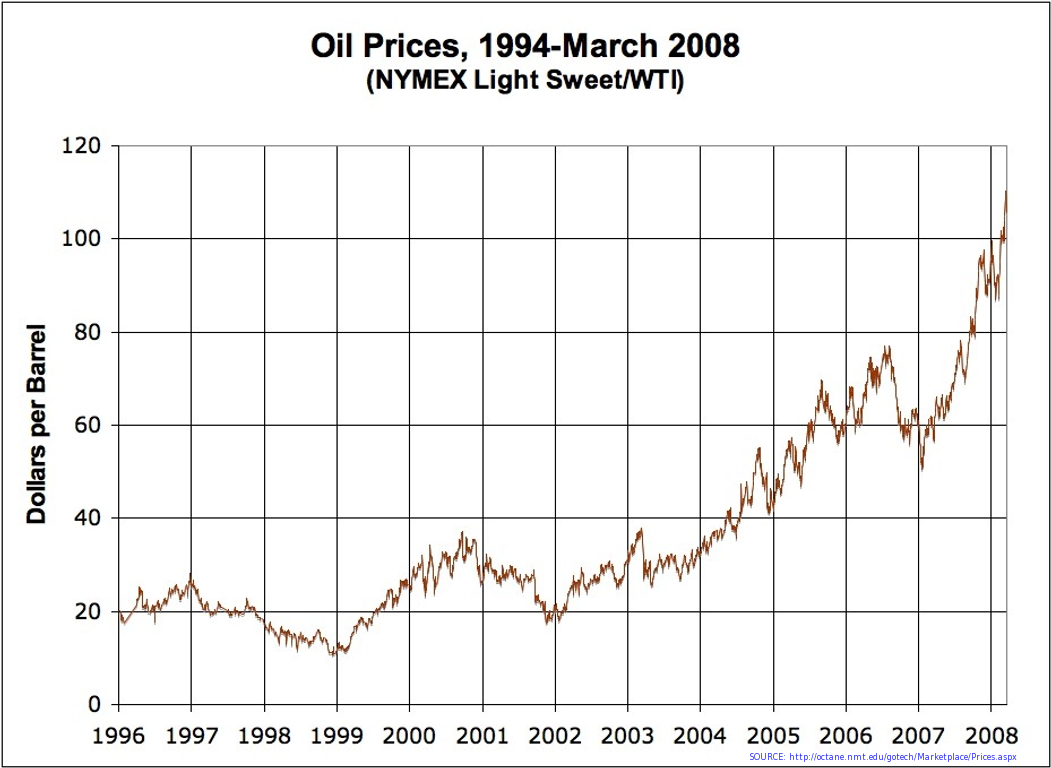
原油価格の記録的な伸びに連動して、ロシアへの海外投資も増加した。

1999年、対ロ投資は1990年以来最大の4.5%増加すると、その後も高い率で成長を続け、2001年は対ロ投資全体で前年比約30%の伸びを見せた。労働者の賃金が比較的高いこと、現金取引が増えていること、需要の楽観的見通し、政治的に安定していることなどがこの傾向を後押しした。このように投資の成長率は高いが、投資額自体は非常に低い。アメリカからの対ロシア累積投資額は約40億ドルで、コスタリカと同レベルであった。
2002年3月、セルゲイ・イグナチェフはヴィクトル・ゲラシェンコの後任としてロシア連邦中央銀行の総裁となった。イグナチェフ総裁の指導力で、会計監査手順と連邦預金保険をより厳格に必要な銀行改革が実行されることが期待された。2013年6月よりエリヴィラ・ナビウリナが総裁を務めている。

### 戦略部門
ロシアでは、国の安全保障にとって非常に重要であるとされる経済部門があり、外国企業はそれらを保有することに制限する法律がある。こうした、いわゆる戦略部門に対する投資は、ロシア連邦議会の採択した法によって規定されている。

## 法人の形態
- IP (Индивидуальный предприниматель) - 個人起業家
- OOO (Общество с ограниченной ответственностью, ООО) - 有限会社
- ZAO (Закрытое акционерное общество, ЗАО) - 非公開会社、閉鎖型株式会社、閉鎖会社など （株は公開取引されず、特定の法人・個人に所有され、転売にも制限がある[176]。）
- OAO (Открытое акционерное общество, ОАО) - 公開会社、公開型株式会社、開放会社など
- ANO (Автономная некоммерческая организация, АНО) - 独立非営利法人
- GP or GUP (Государственное унитарное предприятие, ГП or ГУП) - 国営企業、国有企業
- Фонд - 基金
- PK (Производственный кооператив, ПK) - 生産協同組合
- PP (Политические партии, ПП) - 政党